# Station Bassens
Station Bassens is een spoorwegstation in de Franse gemeente Bassens.